# Fontaine-lès-Luxeuil
Fontaine-lès-Luxeuil é uma comuna francesa na região administrativa de Borgonha-Franco-Condado, no departamento de Alto Sona. Estende-se por uma área de 27,73 km². Em 2010 a comuna tinha 1 364 habitantes (densidade: 49,2 hab./km²).